# Zukriegel Island
Zukriegel Island ist eine 1,5 km lange Insel im Archipel der Biscoe-Inseln westlich der Antarktischen Halbinsel. Sie liegt zwischen der Rabot-Insel und den Hennessy-Inseln.
Erstmals genau verzeichnet ist sie auf einer argentinischen Landkarte aus dem Jahr 1957. Das UK Antarctic Place-Names Committee benannte sie 1959 nach dem tschechoslowakischen Geographen Josef Zukriegel (1889–1945), der sich mit Studien zum Meereis befasst hatte.